# Zespół przysposobienia rolniczego
Zespół przysposobienia rolniczego – grupa młodzieży wiejskiej zorganizowana w celu zdobycia zawodu rolnika w trybie pozaszkolnym.

## Historia
W 1925 r. powstały pierwsze zespoły przysposobienia rolniczego (PR). Zespoły zakładano głównie we wsiach, w których aktywnie funkcjonowały zarządy kółek rolniczych lub towarzystw rolniczych. Praca w zespołach polegała na podejmowaniu wspólnych akcji oświatowych i zakładanie poletek doświadczalnych. Działania miały charakter konkursów, które miały na celu przygotowanie młodzieży do przyszłego zawodu rolnika.
Na podstawie Małego Rocznika Statystycznego z 1939 r. liczba zespołów i uczestników zespołów PR przedstawiała się następująco:
| Lata, województwa | Liczba instruktorów PR | Rozpoczęło      | Rozpoczęło         | Zakończyło wg stopnia sprawności rolniczej | Zakończyło wg stopnia sprawności rolniczej | Zakończyło wg stopnia sprawności rolniczej | Zakończyło wg stopnia sprawności rolniczej | Zakończyło wg stopnia sprawności rolniczej | Zakończyło wg stopnia sprawności rolniczej |                 |                    |   |   |    |    |     |     |
| Lata, województwa | Liczba instruktorów PR | Rozpoczęło      | Rozpoczęło         | Zakończyło wg stopnia sprawności rolniczej | Zakończyło wg stopnia sprawności rolniczej | Zakończyło wg stopnia sprawności rolniczej | Zakończyło wg stopnia sprawności rolniczej | Zakończyło wg stopnia sprawności rolniczej | Zakończyło wg stopnia sprawności rolniczej | Liczba zespołów | Liczba uczestników | I | I | II | II | III | III |
| Lata, województwa | Liczba instruktorów PR | Liczba zespołów | Liczba uczestników | Liczba zespołów                            | Liczba uczestników                         | Liczba zespołów                            | Liczba uczestników                         |                                            |                                            | Liczba zespołów | Liczba uczestników |   |   |    |    |     |     |
| Lata, województwa | Liczba instruktorów PR | Liczba zespołów | Liczba uczestników | Liczba zespołów                            | Liczba uczestników                         | Liczba zespołów                            | Liczba uczestników                         |                                            |                                            | Liczba zespołów | Liczba uczestników |   |   |    |    |     |     |
| 1933              | Liczba instruktorów PR | 54              | 7419               | 61497                                      | 5387                                       | 39539                                      | –                                          | –                                          | –                                          | –               |                    |   |   |    |    |     |     |
| 1934              | 75                     | 7879            | 64892              | 5431                                       | 39168                                      | 461                                        | 2725                                       | –                                          | –                                          |                 |                    |   |   |    |    |     |     |
| 1935              | 102                    | 8637            | 69557              | 5016                                       | 37441                                      | 1470                                       | 9017                                       | 310                                        | 1452                                       |                 |                    |   |   |    |    |     |     |
| 1936              | 154                    | 8325            | 65394              | 4275                                       | 32431                                      | 1778                                       | 10668                                      | 596                                        | 2779                                       |                 |                    |   |   |    |    |     |     |
| 1937              | 197                    | 9149            | 70935              | 4392                                       | 32680                                      | 1857                                       | 10833                                      | 890                                        | 4243                                       |                 |                    |   |   |    |    |     |     |
| 1938              | 210                    | 10863           | 83736              | 5542                                       | 42711                                      | 2259                                       | 13316                                      | 1137                                       | 5200                                       |                 |                    |   |   |    |    |     |     |
| Warszawskie       | 23                     | 838             | 5727               | 471                                        | 3494                                       | 175                                        | 998                                        | 102                                        | 469                                        |                 |                    |   |   |    |    |     |     |
| Łódzkie           | 16                     | 756             | 5849               | 348                                        | 2418                                       | 154                                        | 848                                        | 62                                         | 269                                        |                 |                    |   |   |    |    |     |     |
| Kieleckie         | 16                     | 879             | 6688               | 420                                        | 3218                                       | 201                                        | 1153                                       | 106                                        | 490                                        |                 |                    |   |   |    |    |     |     |
| Lubelskie         | 15                     | 964             | 7001               | 503                                        | 3736                                       | 217                                        | 1197                                       | 127                                        | 506                                        |                 |                    |   |   |    |    |     |     |
| Białostockie      | 9                      | 337             | 2462               | 170                                        | 1304                                       | 54                                         | 290                                        | 43                                         | 163                                        |                 |                    |   |   |    |    |     |     |
| Wileńskie         | 8                      | 487             | 3589               | 279                                        | 2003                                       | 91                                         | 481                                        | 43                                         | 201                                        |                 |                    |   |   |    |    |     |     |
| Nowogrodzkie      | 8                      | 426             | 3088               | 255                                        | 1980                                       | 82                                         | 468                                        | 53                                         | 272                                        |                 |                    |   |   |    |    |     |     |
| Poleskie          | 10                     | 651             | 3890               | 402                                        | 2306                                       | 91                                         | 457                                        | 20                                         | 98                                         |                 |                    |   |   |    |    |     |     |
| Wołyńskie         | 12                     | 463             | 3493               | 209                                        | 1473                                       | 96                                         | 525                                        | 43                                         | 192                                        |                 |                    |   |   |    |    |     |     |
| Poznańskie        | 7                      | 786             | 5721               | 375                                        | 2672                                       | 174                                        | 978                                        | 90                                         | 406                                        |                 |                    |   |   |    |    |     |     |
| Pomorskie         | 9                      | 558             | 3737               | 254                                        | 1729                                       | 153                                        | 830                                        | 106                                        | 417                                        |                 |                    |   |   |    |    |     |     |
| Śląskie           | 7                      | 372             | 2666               | 178                                        | 1360                                       | 87                                         | 473                                        | 54                                         | 222                                        |                 |                    |   |   |    |    |     |     |
| Krakowskie        | 17                     | 885             | 7020               | 366                                        | 3117                                       | 242                                        | 1501                                       | 99                                         | 450                                        |                 |                    |   |   |    |    |     |     |
| Lwowskie          | 26                     | 1207            | 11007              | 493                                        | 4287                                       | 252                                        | 1769                                       | 140                                        | 769                                        |                 |                    |   |   |    |    |     |     |
| Stanisławowskie   | 12                     | 445             | 4437               | 311                                        | 2931                                       | 55                                         | 359                                        | 4                                          | 23                                         |                 |                    |   |   |    |    |     |     |
| Tarnopolskie      | 15                     | 809             | 7361               | 508                                        | 4683                                       | 135                                        | 989                                        | 45                                         | 253                                        |                 |                    |   |   |    |    |     |     |

Zespoły przysposobienia rolniczego wznowiły swoją działalność po wojnie w oparciu o wzory zaczerpnięte z okresu międzywojennego. Zmiana polityki rolnej w kierunku kolektywizacji rolnictwa spowodowała zmiany w sytuacji przysposobienia rolniczego. W 1947 r. połączono PR z przysposobieniem wojskowym i utworzono nowy twór pod nazwą przysposobienie rolniczo-wojskowe. W 1950 r. przysposobienie zostało wchłonięte przez powszechną organizacje „Służba Polsce” i w ten sposób straciła pierwotny charakter.
Zespoły przysposobienia rolniczego stanowiły pozaszkolną formę zdobywania wiedzy rolniczej, opartej na samokształceniu młodzieży wiejskiej.
Zajęcia teoretyczne i praktyczne ujęta były w trzyletnim programie nauczania, który kończono egzaminem państwowym. Ogólną opieką merytoryczną i programową nad zespołami sprawowały trzy jednostki organizacyjne: ministerstwo rolnictwa w zakresie programu kształcenia, związki kółek rolniczych w zakresie pomocy szkoleniowej i instruktażowej oraz Związek Młodzieży Wiejskiej w zakresie naboru członków i organizowania zespołów. Przy zarządach ZWM opiekę społeczną sprawowały rady przysposobienia rolniczego, w skład których wchodzili przedstawiciele ZMW, kółek rolniczych, rad narodowych i czynników społecznych. Pomoc fachową zapewniali głównie instruktorzy PR, a ponadto służby agronomiczne, fachowcy rolnictwa, nauczyciele szkół rolniczych itp.
Podstawowym jednostka organizacyjną był zespół, który na ogół liczył od 10 do 15 członków. Organizowaniem bieżącej pracy w zespole zajmował się przodownik, wybierany spośród uczestników zespołu. Rola przodownika polegała na opracowaniu planu pracy zespołu, sprawdzaniu przebiegu samokształcenia i współpracy z instruktorem PR. Każdy uczestnik zespołu zobowiązany był do prowadzenie dziennika konkursowego, obrazującego całokształt jego poczynań.
Przygotowanie do zawodu rolnika trwało trzy lata, zaś każdy rok dzielił się na dwa podokresy. Okres jesienno-zimowy przeznaczony był na samokształcenie o charakterze teoretycznym, z kolei okres wiosenno-letni na zajęcia praktyczne, w postaci poletek doświadczalnych, pokazów, konkursów i wycieczek. Pierwszy rok nauczania przeznaczony był na wdrożenie do systematycznej pracy, zespołowego i samodzielnego rozwiązywania zadań fachowych oraz poznanie podstaw przyrodniczych produkcji rolniczej. W drugim roku uczestnicy poznawali podstawy produkcji zwierzęcej. Trzeci rok przeznaczony był na poznanie podstawowych zagadnień ekonomiki rolnictwa. Uczestnicy zespołów po złożeniu corocznych sprawdzianów, zdobywali kolejne stopnie sprawności rolniczej.
Nowy program nauczania wprowadzony w 1972 r. przewidywał trzy warianty. Wariant A miał charakter ogólnorolniczy, wariant B rolniczo-hodowlany i wariant C rolniczo-ogrodniczy. Integralną częścią realizowanego programu były kursy traktorzystów dla chłopców oraz kursy gospodarstwa domowego i żywienia dla dziewcząt.
Instruktorzy przysposobienia rolniczego zatrudnieni byli w powiatowych związkach kółek rolniczych i odpowiedzialni za rozwój zespołów PR na terenie powiatu. Do zakresu działania instruktorów PR należała opieka nad zespołami, wybór przodownika zespołu, przeprowadzanie zebrań szkoleniowych, organizowanie wystaw i konkursów rolniczych. Instruktor PR ze środków PZKR zaopatrywał zespoły w pomoce szkoleniowe, materiał siewny i hodowlany związany z demonstracjami.
Uczestnicy, którzy wykazywali odpowiednie opanowanie wiadomości i osiągnięcia w pracach konkursowych, otrzymywali świadectwo ukończenia zespołu przysposobienia rolniczego. W 1960 r. wprowadzono – dla osób legitymujących się świadectwem ukończenia szkoły podstawowej – możliwość przystąpienia do egzaminu państwowego. Absolwenci PR posiadali uprawnienia jak absolwenci szkół przysposobienia rolniczego lub zasadniczych szkół rolniczych.
Według rozporządzenia Ministra Rolnictwa i Rozwoju Wsi z 2012 r. absolwenci zespołów przysposobienia rolniczego mają uprawnienia do dziedziczenia gospodarstwa rolnego oraz do korzystania ze środków wsparcia finansowego w ramach Wspólnej Polityki Rolnej.
W 1957 r. odnotowano 1297 zespołów z ogólną liczbą 12 807 uczestników.
Według danych rocznika statystycznego rolnictwa GUS z 1971 r. liczba zespołów PR, uczestników zespołów i absolwentów po egzaminie państwowym przedstawiała się następująco:
| Rok  | Zespoły | Zespoły | Zespoły | Zespoły | Uczestnicy zespołów | Uczestnicy zespołów | Uczestnicy zespołów | Uczestnicy zespołów | Absolwenci po egzaminie państwowym |
| Rok  | Ogółem  | Stopnie | Stopnie | Stopnie | Ogółem              | Stopnia             | Stopnia             | Stopnia             | Absolwenci po egzaminie państwowym |
| Rok  | Ogółem  | I       | II      | III     | Ogółem              | I                   | II                  | III                 | Absolwenci po egzaminie państwowym |
| ---- | ------- | ------- | ------- | ------- | ------------------- | ------------------- | ------------------- | ------------------- | ---------------------------------- |
| 1960 | 12 990  | 6150    | 3691    | 3149    | 109 197             | 56 657              | 30 964              | 21 576              | –                                  |
| 1965 | 13 857  | 5652    | 4521    | 3684    | 129 056             | 56 912              | 42 952              | 29 192              | 10 089                             |
| 1966 | 14 127  | 5512    | 4757    | 3858    | 135 243             | 56 301              | 45 166              | 33 776              | 13 985                             |
| 1967 | 13 880  | 5196    | 4491    | 4193    | 137 502             | 54 971              | 45 762              | 36 769              | 19 208                             |
| 1968 | 13 460  | 5461    | 4183    | 3816    | 134 844             | 56 014              | 43 337              | 35 493              | 20 952                             |
| 1969 | 13 236  | 4954    | 4274    | 4008    | 144 748             | 56 247              | 48 350              | 40 151              | 23 164                             |

W 1975 r. działalność zespołów przysposobienia rolniczego przekazano pod nadzór wojewódzkich ośrodków postępu rolniczego.